# 趙元傑
越文惠王赵元杰（972年—1003年），字明哲，宋太宗第五子，初名赵德和。太平兴国八年（983年）二月，出阁，改名赵元杰。十月，授检校太保、同中書門下平章事，封益王。端拱元年（988年）四月，加兼侍中、成都尹、剑南东西川节度。淳化五年（994年）二月，徙封吴王，领扬润大都督府长史、淮南镇江军节度使。至道二年（996年）二月，改扬州大都督、淮南忠正军节度。宋真宗即位，授检校太尉、兼中书令、徐州大都督、武宁泰宁等军节度使，改封兖王。咸平五年（1002年）十一月，加守太保。郊祀时，都做终献。六年（1003年）七月暴卒，年三十二岁。
赵元杰聪明好学，善于填词，书法工草书、隶书、飞白，建楼藏书二万卷，也作为亭榭游息之所。曾经作假山，完工时，置酒宴召僚属观看。只有翊善姚坦頫首不视，赵元杰强迫他观看，他说：“姚坦只见血山，哪有什么假山。”说州县鞭挞小民，来取租税，假山实际上是租税所为。
赵元杰薨逝，宋真宗听闻震悼，不等天明，走到中禁门，才乘辇去王府临视，哀动左右，废朝五日。赠太尉、尚书令，追封安王，谥号文惠。仁宗即位，加贈太師。明道二年（1033年）九月，追封邢王，英宗即位，追封陈王。元符三年（1100年）三月，宋徽宗改封陈王为越王。
夫人 ：燕国夫人张氏（？－1017），天禧元年三月二十七日卒。
赵元杰四子都未及起名就夭折，身后无子。宋仁宗以恭宪王之孙、赵允言之子赵宗望为之后。
子孙：赵宗望（过继）→赵仲邠→赵士关

## 延伸阅读
[在维基数据编辑]
 《宋史·卷245》，出自脱脱《宋史》